# 루나 2호
루나 2호는 소련의 달 탐사선으로 루나 계획에 의해 1959년 9월 12일 06:39:42 UTC에 R-7 로켓에 의해 발사되었으며, 최초로 달의 표면에 도착한 탐사선이었다. 1959년 9월 14일 22:02:24 UTC에 고요의 바다 서부에 충돌하였다.

## 구조
루나 2호는 루나 1호와 구조가 같으며 안테나 5개의 구성도 같으며 관측기기도 같다.
또, 방사 검출기, 자력계 등을 붙이는 것이 조금 다르며, 무게는 390.2 kg이다.

## 같이 보기
- 루나 1호